# فوهة إل

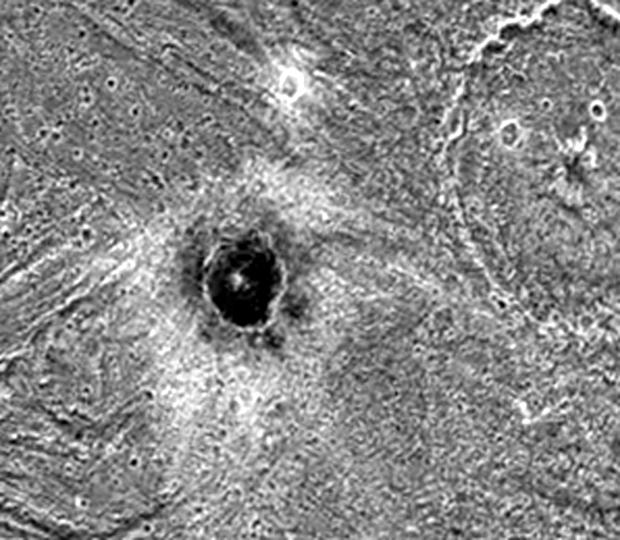

فوهة إل (بالإنجليزية: El crater)‏ هي فوهة صدمية على غانيميد، أكبر أقمار المجموعة الشمسية وهو ضمن الأقمار الأربعة لأضخم كوكب المشتري. يبلغ قطرها حوالي 54.3 كيلومتراً.